# Talentime
Talentime ist ein Film von Yasmin Ahmad, der erstmals am 26. März 2009 in Malaysia aufgeführt wurde.

## Handlung
Ausgehend von den Vorbereitungen auf eine schulinterne Talentshow zeigt der Film Einblicke in die Familien der teilnehmenden Schüler Melur, Hafiz und Kahoe und thematisiert dabei Liebe, Krankheit und Tod sowie soziale und ethnische Spannungen.
Die in einer gutsituierten Familie lebende Melur wird vom taubstummen Schüler Mahesh zu den Proben chauffiert; sie verlieben sich ineinander. Mahesh lebt mit seiner Mutter und seiner älteren Schwester; der Vater ist gestorben, der Bruder der Mutter wird kurz vor seiner Hochzeit bei einer Auseinandersetzung getötet.
Die Schüler Hafiz und Kahoe konkurrieren nicht nur bei ihren musikalischen Darbietungen für den Talentwettbewerb miteinander, sondern auch bei ihren schulischen Leistungen im Kampf um den Rang des Klassenbesten. Als Hafiz’ Mutter ihrem Krebsleiden erliegt, siegt Kahoes Mitgefühl über sein Konkurrenzdenken und er begleitet auf seiner Erhu Hafiz’ Gitarrenvortrag beim Talentwettbewerb.

## Hintergrund
Der Film zeigt eine offene Leichenverbrennung nach Hindu-Tradition. Der Tod von Maheshs Onkel erinnert an die Krawalle von Kampung Medan 2001. Dabei waren trauernde indische und eine Hochzeit feiernde malaiische Familienclans in Streit geraten; es gab 6 Tote und mehr als 100 Verletzte.
Wie schon Yasmins frühere Arbeiten beginnt auch Talentime mit der Basmala; der Koranvers wird nicht in arabischer, sondern in tamilischer Schrift eingeblendet: பிஸ்மில்லாஹிர்ரஹ்மானிர்ரஹீம் (Bismillahirahmanirrahim).

## Preise und Auszeichnungen
22. Malaysian Film Festival
- Beste Regie – Yasmin Ahmad
- Bestes Drehbuch – Yasmin Ahmad
- Beste Nachwuchsschauspielerin – Jaclyn Victor
- Sonderpreis der Jury für die Einbindung humanitärer Elemente